# Крашенинников, Вячеслав Сергеевич
Вячесла́в Серге́евич Крашени́нников (22 марта 1982, Юрга, Кемеровская область — 17 марта 1993, Чебаркуль, Челябинская область) — российский мальчик, умерший в возрасте 10 лет. После его смерти его мать, Валентина Крашенинникова, начала кампанию по признанию Вячеслава целителем и прорицателем, продолжающим творить чудеса и после своей смерти; Русская православная церковь же оценивает его как «лжесвятого».

## Биография
Родился 22 марта 1982 года в Юрге (Кемеровская область). Отец — Крашенинников Сергей Вячеславович, военнослужащий. Мать — Крашенинникова Валентина Афанасьевна (1954—2022), домохозяйка. Старший брат — Константин. Поскольку его отец был офицером, семья несколько раз меняла место жительства. Вячеславу Крашенинникову было чуть больше пяти лет, когда семья переехала к новому месту службы отца, на Урал. В возрасте пяти с половиной лет Крашенинников был крещён в городе Тайге Кемеровской области. Последние несколько лет своей короткой жизни Крашенинников провёл в городе Чебаркуле Челябинской области. Детский сад не посещал; учился в средней школе № 4 города Чебаркуля. Какое-то время мальчик с матерью жили в Чебаркуле вдвоём, поскольку отец работал в это время в Шадринске, а старший брат Константин ушёл в армию.
Согласно опубликованным позднее воспоминаниям его матери, Крашенинников во многих отношениях был необычным ребёнком. С другой стороны, по словам директора средней школы № 4 Любови Менщиковой и первой учительницы Вячеслава Ирины Абрамовны Игнатьевой, он был простым ребёнком, но при этом добрым и хорошим.
Вячеслав Крашенинников умер утром 17 марта 1993 года у себя дома от лейкоза. Похоронен на городском кладбище.

## Культ «святого Славика»

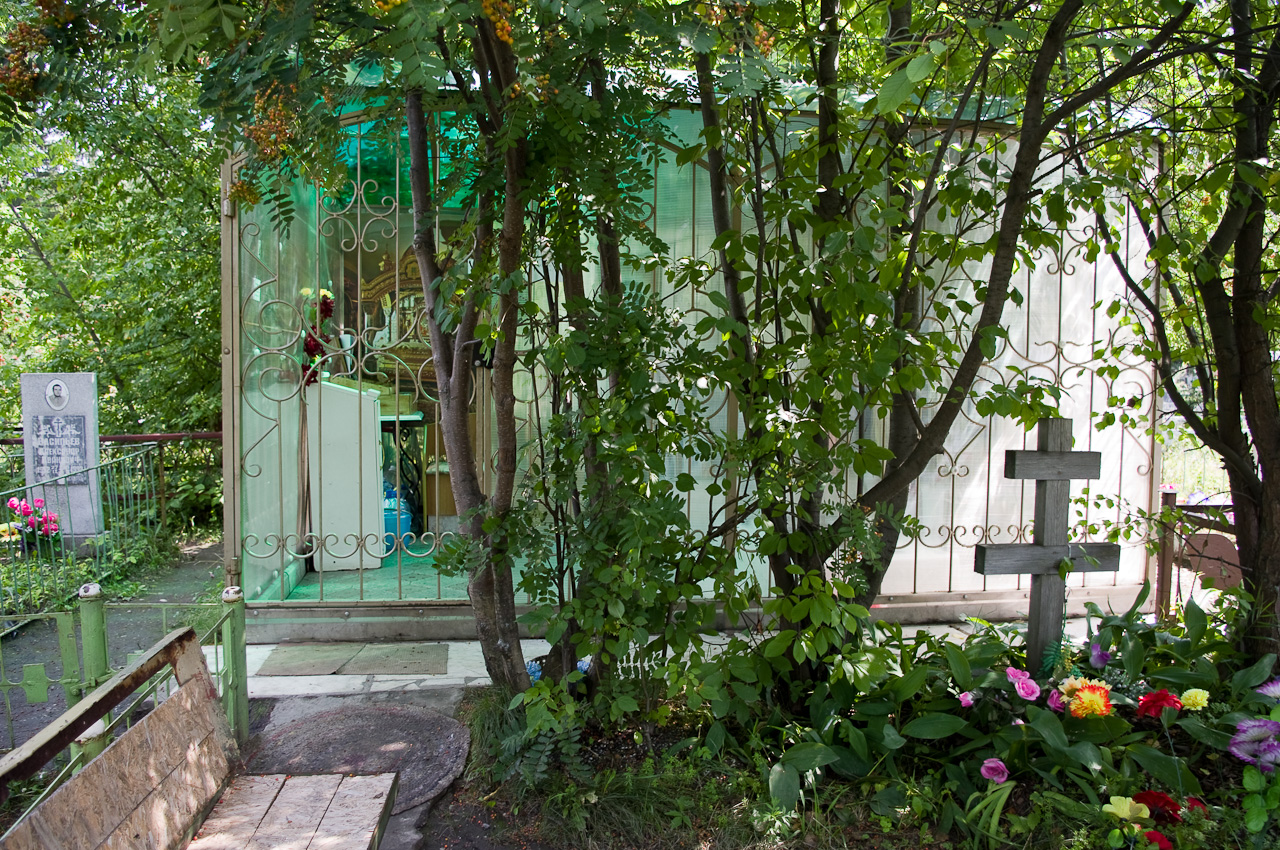
Могила Вячеслава Крашенинникова

О мальчике написано несколько книг. Началось всё с книги «Ах, мама, маменька…» Геннадия Павловича Быстрова (выпущена в 2001—2002 годах), записана она со слов матери. Сама Валентина Крашенинникова написала «Чудеса и предсказания отрока Славика» и «Посланный Богом». Лидия Емельянова написала две другие — «Отрок Вячеслав» и «Бог говорит избранникам своим…». В этих книгах приводятся многочисленные свидетельства о необычных качествах и способностях мальчика, о его посмертных явлениях и о сотворённых им чудесах. Кроме того, в 2010 году на DVD был издан 4-серийный документальный фильм «Русский ангел. Отрок Вячеслав» (режиссёр Сергей Богданов). В 2011 году вышел второй фильм (также 4-серийный), посвящённый пророчествам Крашенинникова.
По словам настоятеля Храма Преображения Господня в Чебаркуле протоиерея Димитрия Егорова:
Пик помешательства пришёлся на 2007 год. Как раз тогда книги о Славике начали активно продаваться. Одну брошюрку я видел даже в Иерусалиме. Я тогда написал заявление в милицию. Просил проверить, не зарождается ли в Чебаркуле секта. Люди — падкие на чудеса, вот и поверили Крашенинниковой. На могилу Славика ведь целые автобусы приезжали. <…> За Крашенинниковой стоят люди, которые делают на этом бизнес. О Славике вышли книги и компакт-диск с аудиозаписями. Сделано все профессионально. Грамотный пиар. Возможно, кто-то хорошо зарабатывает. По слухам, сама женщина купила себе кусок земли под Непряхино и строит там коттедж. Ведь к могиле Славика приезжают очень богатые люди. Вот недавно наведались к нам представители от одного знаменитого спортсмена…
В 2009 году было записано видеоинтервью священника Храма во имя святых Иоакима и Анны в селе Носовское протоиерея Петра Бородулина «Блаженны Вы, когда поносят вас…», в котором он высказал своё твёрдое убеждение, что Вячеслав Крашенинников — святой. Мать Вячеслава Крашенинникова считает своего сына святым, потому что «он греха не знал, раз; второе он мне чётко сказал, что он именно посланный Богом».
В настоящее время[какое?] над могилой Крашенинникова сооружён навес, заставленный иконами и изображениями самого Крашенинникова. Для совершения молений на могилу приезжают его почитатели как из России, так и из-за рубежа. Приверженцы почитания мальчика считают, что здесь происходят чудесные исцеления. Целебными у них считаются земля, снег и мраморные камешки с могилы Крашенинникова, которые здесь в настоящее время[какое?] продаются. Почитатели заливают эти кусочки мрамора водой, которую потом пьют, поскольку считают, что она исцеляет все болезни. Со слов матери Вячеслава Крашенинникова: «Камешки» — это кусочки мрамора, которые отец Вячеслава постоянно привозит из карьера около села Коелга. Кроме того, она отмечает, что при жизни «Славик говорил, что так называемые инопланетяне, то есть бесы, не любят мрамор, потому что он живой, у него есть пульс».

### Критика

«Икона» с изображением «святого отрока Вячеслава». С крестом в руке согласно православной традиции на иконах изображают мучеников. Мать, несмотря на то, что Крашенинников умер ненасильственной смертью, называет его «великомучеником»

В 2007 году митрополит Челябинский и Златоустовский Иов (Тывонюк) создал комиссию по расследованию обстоятельств появления этого культа. Комиссия отвергла возможность официальной канонизации Крашенинникова, главным образом из-за того, что многие из его высказываний не соответствуют православному вероучению. Кроме того, по мнению комиссии, часть «пророчеств» Крашенинникова представляет собой всего лишь вольный пересказ голливудских фантастических фильмов. В Заявлении Миссионерского отдела Челябинской епархии Русской православной церкви, опубликованном 19 октября 2007 года в частности говорится:
С совершенной убежденностью можно констатировать: писания В. А. Крашенинниковой и людей её круга, посвященные «отроку Вячеславу», никакого отношения к Православию не имеют. Покойный Вячеслав Крашенинников, в понимании Русской православной церкви, не являлся ни пророком, ни мучеником, ни святым. Высказываемые им суждения о религиозных истинах могут восприниматься серьёзно только в контексте отношения к ним взрослых и духовно заблудившихся людей — людей, очень часто преследующих корыстные, далёкие от подлинной религиозности цели. Мы же «должны быть особенно внимательны к слышанному, чтобы не отпасть» (Евр. 2:1).
30 октября 2007 года, после завершения работы комиссии митрополит Иов обратился к архиереям Русской Православной Церкви с письмом, в котором просил разъяснить духовенству и мирянам недопустимость почитания чебаркульского лжесвятого. Миссионерский отдел челябинской епархии издал также специальную брошюру «Бабьих басен отвращайся», посвящённую критике почитания Вячеслава Крашенинникова . Подобным образом в марте 2008 года высказался и Председатель Синодальной комиссии по канонизации святых митрополит Ювеналий (Поярков): «Описания странных и нелепых „чудес“ и „пророчеств“, переполненные вредным для души содержанием, почти магические ритуалы на месте погребения этого ребёнка, неканонические иконы и акафисты — все это составляет основу деятельности последователей чебаркульского лжесвятого».
Однозначно отрицательным было отношение Патриарха Московского и всея Руси Алексия II к почитанию Крашенинникова:
Нам понятна и близка скорбь матери, потерявшей совсем юного сына. Но, понимая и разделяя эту скорбь, мы с горечью констатируем, что последующие её действия, направленные на возбуждение в обществе интереса к покойному ребёнку и создание культа его почитания как святого, не соответствуют церковному вероучению и церковной практике канонизации и почитания святых. Не в религиозном поклонении нуждается покойный мальчик, легкомысленно объявленный Божиим угодником, а в усердной молитве, прежде всего в молитве о нём матери
11 февраля 2010 года Издательский совет Русской православной церкви запретил распространение через церковную книжную сеть изданий «Ах, мама, маменька…» и «Бог говорит избранникам своим…». Доктор геолого-минералогических наук, профессор Российского государственного университета нефти и газа, руководитель Экспертной группы по чудесам при Синодальной богословской комиссии РПЦ Павел Васильевич Флоренский отметил, что Вячеслав Крашенинников не является святым, а его мать лишь занимается бизнесом на смерти собственного сына.
После отказа Русской православной церкви в канонизации, мать Крашенинникова обратилась в неканонические православные юрисдикции, такие как ПРИПКЦ.

### Мнения критиков
- Бессонов И. А. Книга „Ах, мама - маменька…“: традиционные и современные представления о конце света // Традиционная культура: Научный альманах. — М.: Государственный республиканский центр русского фольклора, 2011. — № 4 (44). — С. 140—148. — ISSN 2410-6658. (копия)
- Вопросов И. Жизнь после смерти «Святого Славика» // The Moscow Times. — 12.03.2008.
- Диденко Л. «Ах, мама-маменька!..» История уральского «ангела» // Уральские общественные ведомости. — 23.08.2003.
- Игнатий (Душеин), игум. Пророчества «уральского ангела» // «Вера-Эскӧм. Христианская газета Севера России. — 2008. — № 558 2-й вып..
- Иномуддинов Т. С. Непризнанная святость: культ «святого отрока чебаркульского» // Феномен святости в истории русской цивилизации: сборник статей по материалам всероссийской научной конференции, Нижний Новгород, 28-29 ноября 2019 года. — Нижний Новгород: Нижегородская духовная семинария, 2019. — С. 92-101.
- Лебедев В. Ю., Прилуцкий А. М. Культ Славика Чебаркульского: нарративы дискурса // Труды кафедры богословия Санкт-Петербургской Духовной Академии. — 2023. — № 3 (19). — С. 60-71. — DOI 10.47132/2541-9587_2023_3_60.
- Зыгмонт А. И. Культ отрока Вячеслава Крашенинникова (по материалам исследования, проведённого в г. Чебаркуль Челябинской обл.) // Полевые исследования студентов РГГУ: Этнология, фольклористика, лингвистика, религиоведение. — М.: РГГУ, 2011. — Вып. VI. — С. 148—161.
- О ложном почитании отрока Вячеслава Крашенинникова. Экспертная комиссия Миссионерского отдела Челябинской епархии Русской Православной Церкви, 27.10.2007.
- Плужников А. Ангельская пыль. О культе Славика Чебаркульского // Psevdo.net. — 30.08.2008. Архивировано 9 февраля 2015 года.
- Подборка критических материалов на сайте www.anti-raskol.com
- Поздняев М. Святой Славик. На Южном Урале распространяется культ «чудо-мальчика» // Новые Известия : газета. — 21.11.2007. Архивировано 27 февраля 2009 года.
- Сафин Р. Славик Чебаркульский: пророк или обычный ребенок? // Аргументы и факты. — 04.07.2012. — № 24.
- Сафин Р. Чудо-ребёнок Слава. Сбудутся ли откровения чебаркульского «святого»? // Аргументы и факты. — 25.06.2012.
- Чаусов А. Псевдоправославие. От богородичников до «святого Славика» // Лента.ру. — 06.02.2015.

### Мнения сторонников
- Аудиозапись беседы с В. А. Крашенинниковой, изданная на компакт-диске (2007).[источник не указан 147 дней]
- Емельянова Л. Н. «Бог говорит избранникам своим…». — Великие Луки, 2006.
- Емельянова Л. Н. «Расскажи об этом всему миру…» — СПб., 2011.
- Крашенинникова В. А. Посланный Богом. — Челябинск, 2007.
- Русский ангел. Отрок Вячеслав (видео и аудио)